# کوه کارپینسکی (اورال)
کوه کارپینسکی (انگلیسی: Mount Karpinsky) یک قله در استان تیومن کشور روسیه است.